# If Music Be the Food of Love...Then Prepare for Indigestion
If Music Be the Food of Love...Then Prepare for Indigestion är det andra albumet av gruppen Dave Dee, Dozy, Beaky, Mick and Tich, utgivet 1967 på skivbolaget Fontana Records. "Bend It" var största hiten från det här albumet, men även "Hideaway" blev en framgång.

## Låtlista
1. Bang  (Coulter/Martin) - 2:31
2. I'm on the Up  (Blaikley/Howard) - 2:22
3. Hideaway  (Blaikley/Howard) - 2:23
4. Shame  (Amey/Davies/Dymond/Harman/Wilson) - 2:06
5. Hands Off!  (Blaikley/Howard) - 2:03
6. Loos of England  (Blaikley/Howard) - 3:26
7. Help Me  (Rowland) - 3:08
8. Master Lewellyn  (Amey/Davies/Dymond/Harman/Wilson) - 2:22
9. You Make It Move  (Blaikley/Howard) - 2:45
10. All I Want  (Blaikley/Howard) - 2:34
11. Hair on My Chinny-Chin-Chin (Huff 'n' Puff)  (Blackwell) - 2:40
12. Bend It  (Blaikley/Howard) - 2:31